# گوپال‌پور
گوپال‌پور (به لاتین: Gopalpur) یک منطقهٔ مسکونی در بنگلادش است که در ناحیه تانگیل واقع شده‌است. گوپال‌پور ۲۳٫۱۲ کیلومتر مربع مساحت و ۵۰٬۱۶۰ نفر جمعیت دارد.